# Aleksandra Piątkowska
Aleksandra Maria Piątkowska (ur. w Warszawie) – polska urzędniczka państwowa i dyplomatka, ambasador RP w Chile (2012–2017) i Argentynie (2019–2024).

## Życiorys
W 1992 ukończyła Instytut Stosunków Międzynarodowych Uniwersytetu Warszawskiego. Rok później rozpoczęła pracę w Ministerstwie Spraw Zagranicznych, przechodząc przez m.in. Departament Instytucji Europejskich i Departament Polityki Bezpieczeństwa. Zajmowała się prawami człowieka, KBWE/OBWE, zagadnieniami ekonomicznymi. Pracowała też w Biurze Wysokiego Komisarza OBWE ds. Mniejszości Narodowych. Była dwukrotnie oddelegowana do pracy w Stałym Przedstawicielstwie RP w Biurze Narodów Zjednoczonych w Genewie; uczestniczyła w polskiej delegacji na Komisję Praw Człowieka ONZ. W 1996 wyjechała w stopniu II sekretarza do Stałego Przedstawicielstwa RP przy ONZ w Nowym Jorku, gdzie w trakcie polskiego członkostwa w Radzie Bezpieczeństwa (1996–1997) była ekspertką do spraw państw Ameryki Łacińskiej i Karaibów oraz Bałkanów. Po powrocie z placówki w 2001 ponownie pracowała w Departamencie Polityki Bezpieczeństwa jako I sekretarz i radca. Zajmowała się problematyką wymiaru ludzkiego Organizacji Bezpieczeństwa i Współpracy w Europie (OBWE), współpracując z Biurem Instytucji Demokratycznych i Praw Człowieka (ODIHR), organizując i przygotowując długo- i krótkoterminowe misje OBWE. Następnie była dyrektorką Departamentu Systemu Informacji. Po 2008 została dyrektorką Departamentu Dyplomacji Publicznej i Kulturalnej oraz szefową dwustronnych komisji mieszanych, które negocjują i podpisują umowy oraz programy wykonawcze w sprawach współpracy kulturalnej, naukowej i oświatowej.
W latach 2012–2017 była ambasadorką RP w Chile. Listy uwierzytelniające na ręce prezydenta Sebastiána Piñery złożyła 8 października 2012. Pełniąc funkcję, doprowadziła między innymi do utworzenia polskiej szkoły w Santiago, podpisania umowy ramowej pomiędzy Polską a Chile w obszarze sportu, rozpoczęcia prac nad utworzeniem Centrum Dokumentacji i Muzeum Ignacego Domeyki w La Serena. Do 2019 stała na czele Departamentu Współpracy Rozwojowej. Od 2005 jest urzędniczką mianowaną służby cywilnej. 27 czerwca 2019 objęła stanowisko ambasadorki RP w Argentynie, z dodatkową akredytacją w Paragwaju i Urugwaju. Urzędowanie zakończyła w lipcu 2024. W lutym 2025 została dyrektorką Departamentu Współpracy Rozwojowej MSZ.
Jest autorką kilku publikacji z zakresu stosunków międzynarodowych, które ukazały się m.in. w „Sprawach Międzynarodowych” i „Roczniku Polskiej Polityki Zagranicznej”.
Posługuje się biegle językiem angielskim i hiszpańskim, zaś rosyjskim w stopniu podstawowym. Jej mężem jest Jacek Piątkowski, ma córkę.

## Ordery
- Krzyż Wielki Orderu Zasługi, Chile, 2017[15]